# The Last Remnant
The Last Remnant est un jeu vidéo de rôle développé et édité par Square Enix. Le titre est sorti le 20 novembre 2008 sur Xbox 360 et le 20 mars 2009 sur PC.
Aucune date de sortie n'a été communiquée au sujet de la version PlayStation 3. Cependant, lors d'une réunion entre investisseurs, le CEO de Square Enix, Yoichi Wada, laisse planer le doute quant au développement du jeu sur cette console. En effet, les faibles ventes du jeu sur Xbox 360 et sur PC ne semblent pas avoir convaincus les développeurs à poursuivre leur effort sur une troisième plateforme. Toutefois, aucune annonce officielle n'a été faite pour enterrer définitivement la sortie sur PlayStation 3.

## Développement
Le chef du projet est Hiroshi Takai. Il est secondé par Akitoshi Kawazu (producteur exécutif) et la réalisation par Nobuyuki Ueda. Sous la direction artistique de Yusuke Naora, l'illustration est assuré par Kimihiko Miyamae. La musique est composée par Tsuyoshi Sekito et Yasuhiro Yamanaka. Certains des principaux designers ont collaboré sur des titres de la série SaGa.
The Last Remnant a été dévoilé lors d'une conférence de presse à Shinjuku, à Tokyo le 10 May 2007. Le jeu est le premier à utiliser le moteur Unreal Engine 3 par une équipe de Square Enix influant sur la méthode de développement en interne.
L'équipe de développement prévoyait de détacher The Last Remnant de la série Final Fantasy en adoptant un nouveau système de combat. Étant donné que certaines batailles sont assez violentes, le jeu n'est pas proposé pour tout public. The Last Remnant était jouable lors du Tokyo Game Show 2008 en même temps qu'un autre projet de Square Enix: Star Ocean: The Last Hope.

## Version PC
La version PC a bénéficié de plusieurs améliorations/changements par rapport à la version console. Ces changements sont, sans être exhaustifs :
- Amélioration des options graphiques telle que l'optimisation du niveau de détail.
  - Exploitation des performances qu'offre l'ordinateur du joueur.
  - Possibilités de choisir entre un doublage Anglais ou Japonais.
- Nouvelles commandes et nouvelles compétences.
- Un mode turbo permettant d'accélérer grandement les combats.
- créer une chaîne de plusieurs ennemies n'augmente pas plus votre Rang de Combat (Battle Rank) que si vous les combattiez séparément.
- Le Rang de Combat est désormais visible dans le menu principale (en plein jeu).
- Mise en place d'un système de couleurs indiquant la rareté des objets ainsi qu'un classement par catégorie.
- Une limite de chefs n'est plus imposée par Union.
- Possibilité de désactiver les compétences offrant au joueur le choix des arts à apprendre ou à utiliser.
- Tous les contenus additionnels de la version console sont inclus dans la version PC. Toutefois, certaines nouvelles missions demandent des conditions à remplir (notamment pour accéder aux Ruines Ancestrales).
- Un système de sauvegarde automatique (désactivable) après chaque combat et chaque changement de zone.
- Un message d'alerte s'affiche lorsque vous sauvegardez contre des boss ne permettant pas de revenir en arrière sans les avoir vaincus.
- Une option nouvelle partie (mode difficile) est proposée lorsque vous terminez le jeu une première fois.
  - En nouvelle partie sont transférés: les objets, composants, formations, argents, magazines, cartes, état de Joe la fouille et objets débloquant les arts pour Rush.
  - En mode difficile, les ennemis sont plus coriaces mais ont une vie plus faible.

## Personnages
- Rush Sykes : Mitra. Homme. 18 ans

Élevé sur l'île d'Eulam, loin des combats pour le contrôle des Rémanences, Rush mène une vie paisible avec sa sœur Irina. Ce jeune homme généreux et attentionné aime sa famille plus que tout au monde, et consacre sa vie à prendre soin de sa sœur. Lorsqu'elle est enlevée par un groupe de mystérieuses créatures, il part sans hésiter à sa recherche.
- Irina Sykes : Mitra. Femme. 14 ans

Irina vivait avec son frère Rush sur la paradisiaque île d'Eulame, jusqu'à ce qu'elle soit kidnappée. À première vue, Irina ressemble à n'importe quelle adolescente, mais elle est capable de faire face aux situations les plus difficiles en restant joyeuse et optimiste. Elle semble posséder un pouvoir mystérieux, mais elle ne comprend ni sa nature, ni son fonctionnement.
- Alondite (The conqueror) : Espèce / âge : inconnu

D'origine mystérieuse, l'homme que l'on connaît sous le nom d'Alondite est soudain apparu pour conquérir les Rémanences éparpillées de par le monde. On devine sa nature impitoyable à son habit rouge, qui, selon la légende, doit sa teinte écarlate au sang de ses nombreuses victimes.
- David Nassau : Mitra. Homme. 19 ans

David, à peine âgé de 19 ans, règne déjà sur la nation d'Athlum. Il essaye sans relâche d'améliorer la situation de son pays, espérant un jour pouvoir le libérer du joug de l'état souverain de Palaisidel. David est en général calme et posé, comme le veut sa position de marquis... mais malgré son statut, il participe aux combats avec la Rémanence Gae Bolg. Bien qu'il poursuive ses propres objectifs, David rejoint Rush dans sa quête.
Les quatre généraux d'Athlum
- Emma Honeywell : Mitra. Femme. 41 ans

Un des quatre généraux d'Athlum. Emma est la matriarche du clan Honeywell, une famille au service d'Athlum depuis bien des années. Cette guerrière intrépide guide ses troupes au combat avec courage et vaillance. Malgré son allure sévère, elle est une figure maternelle pour David et veille sur lui comme s'il était son propre fils.
- Talgor : Sovani. Homme. 200 ans

Talgor est le chef des quatre généraux et le bras droit de David. Nul ne sait pourquoi un Sovani, une espèce d'ordinaire connue pour fuir le contact extérieur, travaille pour Athlum. Ses expériences passées l'ont rendu fort, mais quelque peu détaché émotionnellement de son entourage.
- Blocter : Yama. Homme. 24 ans

Un des quatre généraux d'Athlum. Blocter appartient à la race grande et puissante des Yamas. il cache une rare gentillesse derrière son air féroce et considère David comme son propre frère. Son jeune âge le pousse parfois à agir sans réfléchir.
- Pagus : Quisiti. Homme. 55 ans

Un des quatre généraux d'Athlum. Ce personnage calme et réservé excelle dans l'art de collecter des informations. Passionné d'histoire, Pagus passe le plus clair de son temps libre à feuilleter des livres et d'autres documents... mais à sa grande déception rares sont ceux qui souhaitent parler avec lui des sujets qui le passionnent.

### Doublages
La version anglaise était dirigée par Jonathan Klein de New Generation Pictures et réalisée avant la version Japonaise.
| Personnages         | Voix Japonaise | Voix Anglaise |
| ------------------- | --- | --- |
| Rush Sykes          | Kenji Nojima | Johnny Yong Bosch |
| Irina Sykes         | Kaori Nazuka | Erika Weinstein |
| David Nassau        | Daisuke Ono | Jason Liebrecht |
| Emma Honeywell      | Atsuko Tanaka | Susan Duerden |
| Emmy                | Sachiko Kojima | Siobhan Flynn |
| Blocter             | Yasuhiro Mamiya | David Vincent |
| Pagus               | Mitsuru Ogata | Chris Kent |
| Torgal              | Taiten Kusunoki | Travis Willingham (alias Johnny Hildo) |
| John Sykes          | Takahiro Fujimoto | Kyle Hebert |
| Marina Sykes        | Mami Horikoshi | Erica Shaffer |
| Duc de Ghor         | Shiro Go | Anthony Landor |
| Alondite            | Ryuzaburo Otomo | Christopher Sabat |
| Wagram              | Shuichiro Moriyama | Christopher Ayres |
| Wilfred Hermeien    | Mitsuaki Madono | Emmett James |
| Jager               | Takahiro Fujimoto | Gerald C. Rivers |
| Roeas               | Junko Minagawa | Victoria Harwood |
| Castanea            | Daisuke Gori | Dan Woren alias Jackson Daniels |
| L'Empereur Céleste  | Kazuo Hayashi | Doug Stone |
| Milton              | Kazuo Hayashi | Harry Molloy |
| Ludope              | Shinya Fukumatsu | Michael McConnohie |
| Snievan             | Yasumichi Kushida | Freddy Douglas |
| Young               | Kenji Takahashi | Dameon Clarke |
| Zuldo               | Katsuhiro Kitagawa | Kyle Hebert |
| Hannah/Hinnah       | Miyuki Sawashiro | Tricia Dickson alias Wendy Tomson |
| Voix Additionnelles | Hana Takeda Haruo Sato Junichi Endo Kazuhiro Nakaya Ryōko Ono Ryusaku Chijiwa Saori Seto Yuko Mikami Kana Akutsu Kengo Mizuguchi Manabu Sakamaki Shohei Kobayashi Toru Ichimura | Sterling Beaumon Christopher Corey Smith Dan Woren Dave Mallow Doug Erholtz Gil Ramsee Gina Grad Glen McDougal Greg Weisman Hunter MacKenzie Austin Jason C. Miller J.D. Stone Jonathan Klein alias Jay Klein Johnny Yong Bosch Megan Hollingshead alias Karen Thompson Kirsten Potter Karen Strassman alias Kirsty Pape Liam O'Brien Melodee Spevack Michelle Ruff Rachel Hirschfeld Sam Riegel Taliesin Jaffe alias Talis Axelrod Tara Platt Ted Sroka Troy Baker Zarah Little |